# 城郭談話会
城郭談話会（じょうかくだんわかい）とは、近畿地方を拠点とする城郭研究会。関西在住の城郭研究者が、自由に意見交換できる場として、昭和59年（1984年）に設立された。略称は、城談会（じょうだんかい）・談話会。

## 活動
月例会を行い、多くの刊行物を発行している。
倭城を専門に取り扱う雑誌として、『倭城の研究』を６号まで発行している。倭城の縄張り・瓦・陶磁器などの考古学的調査・研究が掲載されている。
毎年11月に関東の中世城郭研究会と合同で合宿を行っている。

## 刊行物
- 『但馬竹田城』1991年
- 『播磨利神城』1993年
- 『淡路洲本城』1995年
- 『倭城の研究』創刊号（特集：巨済島の倭城）、1997年
- 『倭城の研究』第2号（特集：小西行長の順天城）、1998年
- 『倭城の研究』第3号（特集：九大シンポの成果）、1999年
- 『倭城の研究』第4号（特集：ソウル大「倭城図」と韓国の倭城研究）、2000年
- 『倭城の研究』第5号（特集：加藤清正の西生浦倭城）、2002年
- 『倭城の研究』第６号(特集：毛利輝元の釜山子城台倭城)、2010年
- 角田誠・谷本進編『因幡若桜鬼ヶ城』2000年
- 『大和高取城』2001年
- 村田修三編『新視点・中世城郭研究論集』新人物往来社、2002年
- 『筒井氏と筒井城』（大和郡山市教育委員会と共編）、2003年
- 『図説近畿中世城郭事典』2004年
- 『城郭研究の軌跡と展望』Ⅱ、2004年[6]
- 城郭談話会編, 中井均編集代表, 有吉圭, 古田孝弘, 高田徹『近江佐和山城・彦根城』、サンライズ出版、2007年8月。ISBN 978-4-88325-282-4。
- 『大和郡山城』、2009年
- 堀口健弐ほか編『城郭研究の軌跡と展望』Ⅲ、城郭談話会30周年記念誌、2014年
- 中井均監修／城郭談話会編『【図解】近畿の城郭Ⅰ』、戎光祥出版、2014年8月。ISBN 978-4-86403-124-0。
- 中井均監修／城郭談話会編『【図解】近畿の城郭Ⅱ』、戎光祥出版、2015年4月。ISBN 978-4-86403-147-9。
- 中井均監修／城郭談話会編『【図解】近畿の城郭Ⅲ』、戎光祥出版、2016年3月。ISBN 978-4-86403-193-6。
- 中井均監修／城郭談話会編『【図解】近畿の城郭Ⅳ』、戎光祥出版、2017年8月。ISBN 978-4-86403-256-8。
- 中井均監修／城郭談話会編『【図解】近畿の城郭Ⅴ』、戎光祥出版、2018年9月。ISBN 978-4-86403-299-5。
- 中井均監修　城郭談話会編『文献・考古・縄張りから探る近畿の城郭』、戎光祥出版、2019年12月。ISBN 978-4-86403-336-7。